# EC Sírio
EC Sírio is een Braziliaanse sportclub uit de stad São Paulo. Aanvankelijk was het enkel een voetbalclub, intussen wordt er niet meer gevoetbald maar is de club wel actief in andere sporten.

## Geschiedenis
De club werd opgericht op 14 juli 1917 door jonge Syrische en Libanese immigranten. In 1920 werd de club kampioen in de tweede divisie en promoveerde zo naar de hoogste klasse van het staatskampioenschap. In 1922 werd de club vicekampioen achter Corinthians en het jaar erna derde, de volgende jaren eindigde de club meer in de middenmoot. Nadat de club in 1933 en 1934 laatste werd verdwenen ze uit de hoogste afdeling. In 1935 werd de voetbalafdeling gesloten.
De club bouwde een erg succesvolle basketbalafdeling uit, die in de jaren zeventig een aantal keer deelnam aan de intercontinentale cup en deze zelfs won in 1979.

## Erelijst

### Basketbal
Intercontinental Cup
1979
Zuid-Amerikaanse kampioen
1961, 1968, 1970, 1971, 1972, 1978, 1979, 1984
Landskampioen
1968, 1970, 1972, 1978, 1979, 1983, 1988-89
Staatskampioen
1959, 1962, 1967, 1970, 1971, 1978, 1979